# Columnea kucyniakii
Columnea kucyniakii är en tvåhjärtbladig växtart som beskrevs av Louis-Florent-Marcel Raymond. Columnea kucyniakii ingår i släktet Columnea och familjen Gesneriaceae. Inga underarter finns listade i Catalogue of Life.